# 4919 Vishnevskaya
4919 Vishnevskaya је астероид главног астероидног појаса са средњом удаљеношћу од Сунца која износи 2,270 астрономских јединица (АЈ).
Апсолутна магнитуда астероида је 13,8.